# Хадльгримюр Пьетюрссон
Хадльгримюр Пьетюрссон (исл. Hallgrímur Pétursson, 1614[…], Gröf á Höfðaströnd — 27 октября 1674, Исландия) — исландский поэт и лютеранский проповедник, один из величайших религиозных поэтов Исландии.

## Биография
Хадльгримюр Пьетюрссон родился в зажиточной семье, его отец был племянником Гудбрандура Торлакссона, холуарского епископа. Пьетурссон вырос в Хоуларе, духовном центре Исландии того времени. Начальное образование получил там же. Затем, из-за тяжёлого характера, был отправлен продолжать образование в город Глюкштадт, в Шлезвиг-Гольштейне (Германия), который в XVII веке принадлежал Дании. Здесь, кроме всего прочего, Хадльгримюр Пьетюрссон изучал и кузнечное ремесло. В Глюкштадте будущий поэт случайно познакомился с будущим исландским епископом Скалхольта Бриньольфуром Свейнссоном. Последний, проходя по улице, услышал проклятья на исландском языке, издаваемые уставшим от тяжёлой работы Хадльгримюром Пьетюрссоном, и решил познакомиться с соотечественником. Именно Бриньольфур Свейнссон помог своему новому другу попасть на учёбу в евангелическую школу священников в Копенгагене.
В 1636 году, когда Хадльгримюр Пьетюрссон уже заканчивал свои курсы, он получил задание помочь в восстановлении языка и религиозных знаний исландцам, похищенным во время нападения турецких пиратов на Исландию в 1627 году. На этих занятиях Хадльгримюр Пьетюрссон познакомился со своей будущей женой, Гудридур Симонардоттир, вдовой, которая была старше поэта на 16 лет. Так и не доучившись, он вернулся с женой в Исландию, где первое время перебивался случайными заработками. В 1644 году, несмотря на незавершённое церковное образование, Хадльгримюр Пьетюрссон, при помощи своего друга, уже епископа Южной Исландии, Бриньольфура Свейнссона, получает пост священника в Хвальснесе, а в 1651 году — приход Саурбэр в Хвальфьордуре.
Будучи уже известным и почитаемым проповедником, Хадльгримюр Пьетюрссон написал в Саурбэре свои знаменитые «Псалмы страстей» — наиболее печатаемое сочинение исландской литературы, выдержавшее 60 изданий (первое в 1659 году). Кроме псалмов Хадльгримюр Пьетюрссон писал также лирические стихотворения и религиозные гимны. Находился под влиянием пиетизма.
Умер от проказы.

## Память
В честь поэта названа центральная лютеранская церковь столицы Исландии Рейкьявика — Хадльгримскиркья.
В 1943 году по инициативе и под управлением дирижёра Виктора Урбанчича в Рейкьявике состоялось исполнение «Страстей по Иоанну» И. С. Баха с текстом Хадльгримюра Пьетюрссона на исландском языке.